# Coracina maxima
Coracina maxima là một loài chim trong họ Campephagidae.
Loài này là đặc hữu Australia. Quần thể phía bắc từng được coi là phân loài/chủng C. m. pallida trên cơ sở màu tổng thể hơi nhạt hơn, nhưng mức độ khác biệt từ những con chim ở những nơi nào khác trong phạm vi phân bố là nhỏ (hiệu ứng Gloger nhỏ).
Tên tiếng Anh của nó là Ground cuckooshrike (phường chèo đất).

## Hình ảnh

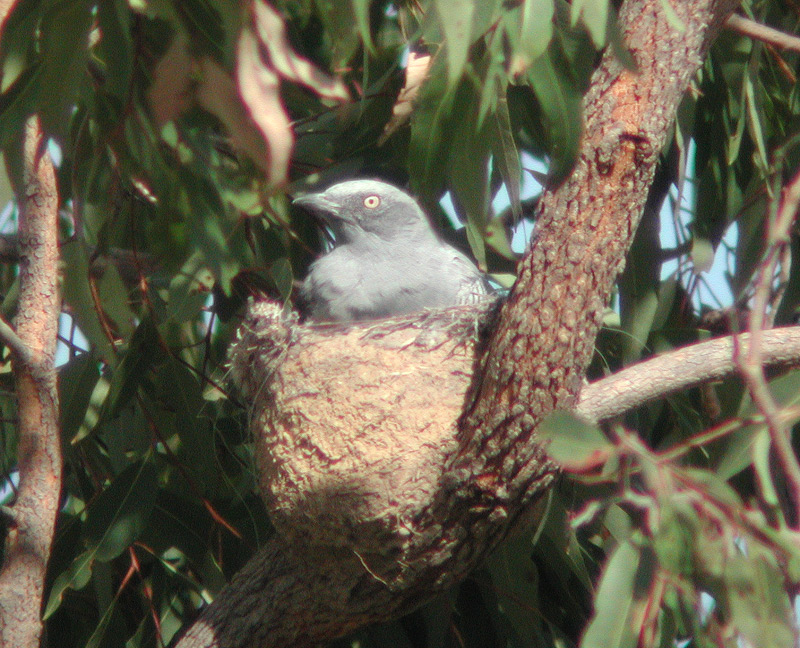
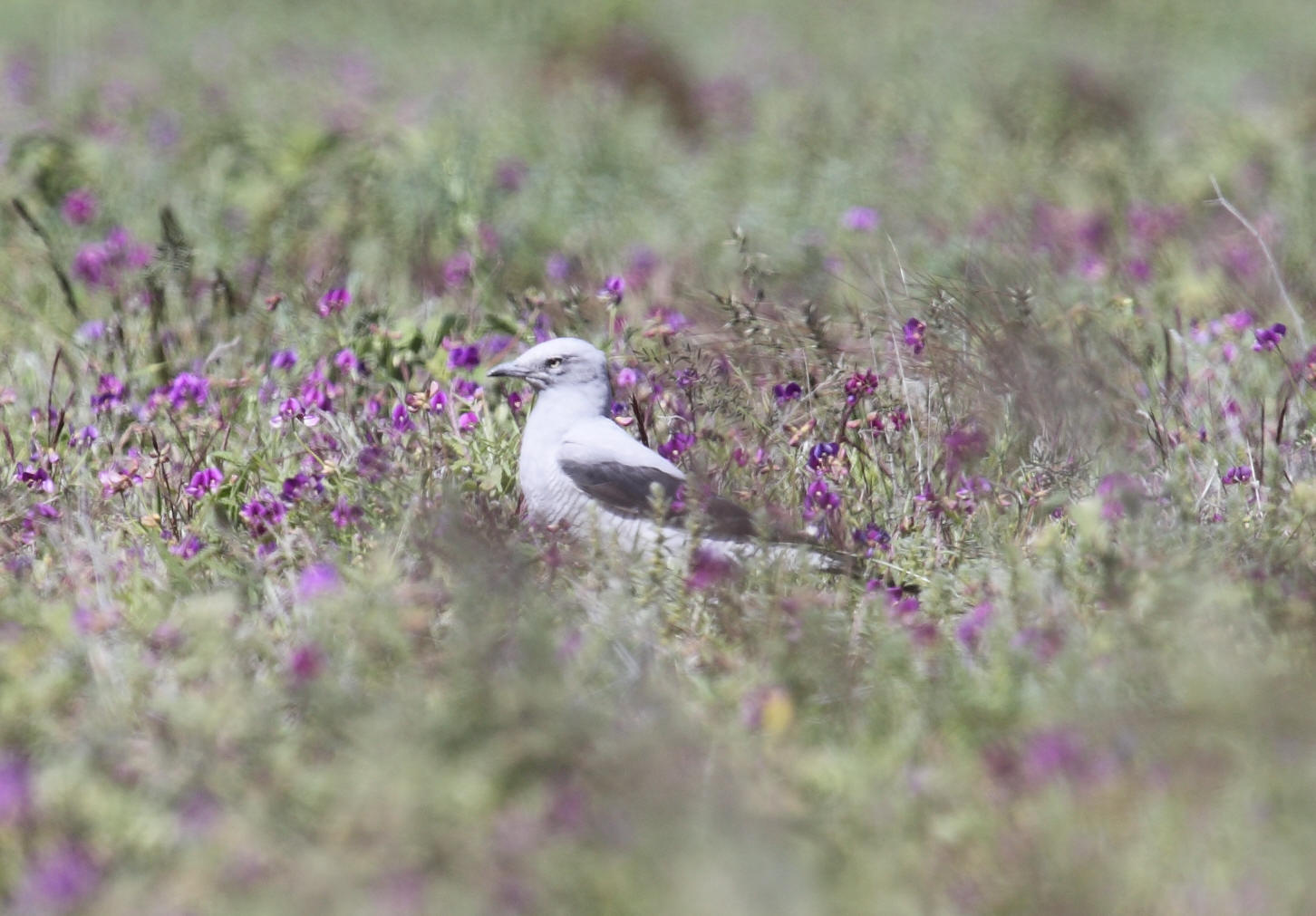
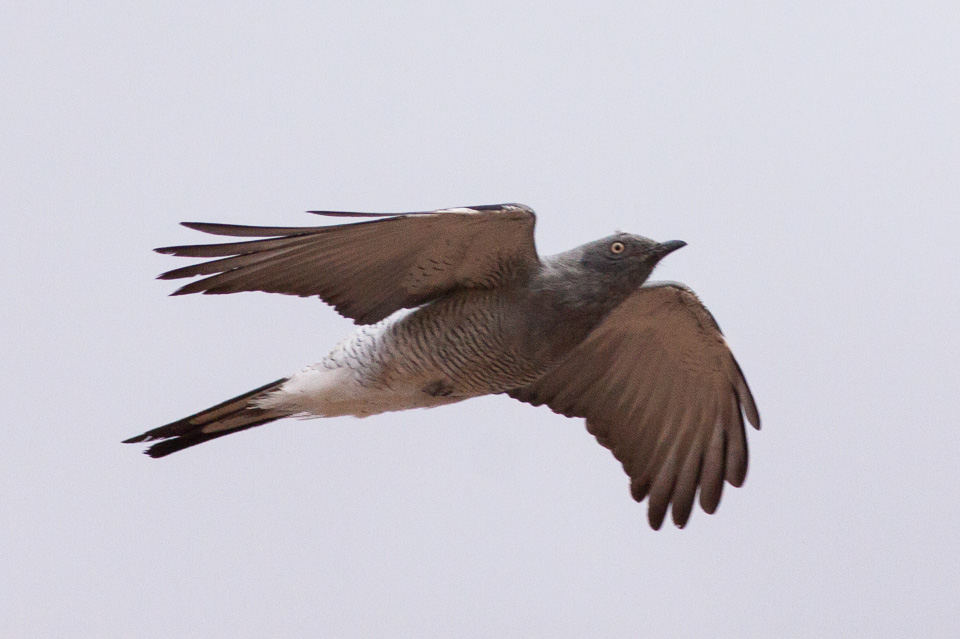
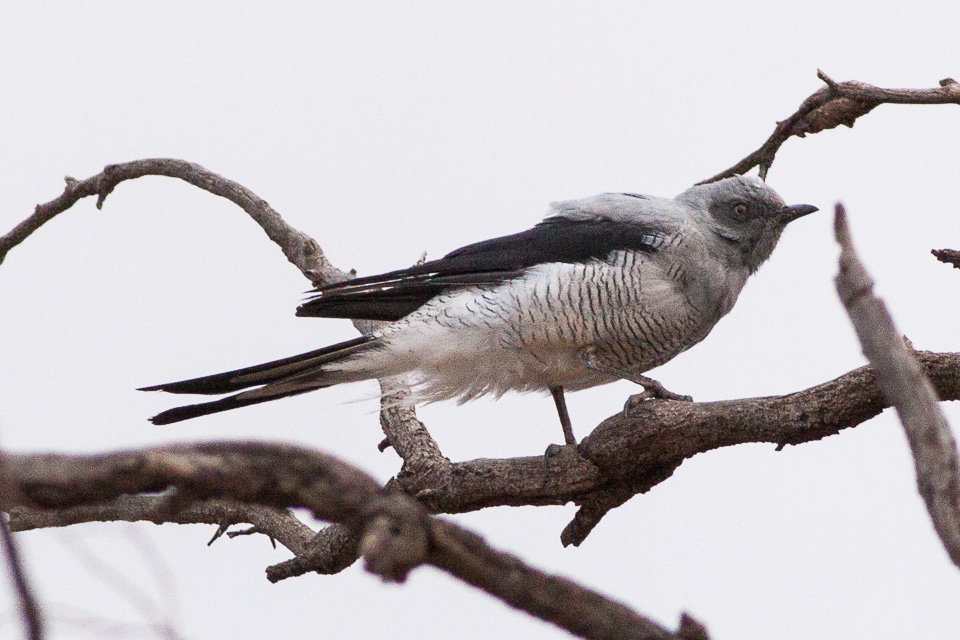